# Nikolina Kragulj
Nikolina Kragulj (* 2. September 1997 in Čakovec, geborene Nikolina Zadravec) ist eine kroatische Handballspielerin.

## Karriere

### Im Verein
Nikolina Kragulj spielte bis 2016 für ŽRK Koka Varaždin. 2016 wechselte sie zu ŽRK Podravka Koprivnica. Zu Beginn der Saison 2017/18 ging sie nach Schweden zu Kristianstad HK. Aber bereits im Januar 2018 löste sie ihren Vertrag wieder auf und kam zurück nach Koprivnica. Mit Podravka gewann sie von 2016 bis 2021 jede Saison die kroatische Meisterschaft. Nach zwei Spielzeiten ohne Titelgewinn errang sie im Jahr 2024 wieder den kroatischen Meistertitel.

### In der Nationalmannschaft
Im Juni 2016 gab sie ihr Debüt für die kroatischen Nationalmannschaft gegen Slowenien. Sie nahm mit der Nationalmannschaft an der Europameisterschaft 2016 teil, wo sie den 16. Platz belegten. Bei der Weltmeisterschaft 2023 belegte sie mit Kroatien den 14. Platz. Im Turnier erzielte sie 10 Tore in fünf Spielen.